# Fredrik Andersson (låtskrivare)
Fredrik Andreas Christopher Andersson, född 3 november 1973 i Ullstorps församling i dåvarande Kristianstads län, är en svensk låtskrivare och musikproducent. Han är en av upphovsmännen till låten "If I Were Sorry" som vann Melodifestivalen 2016 framförd av Frans Jeppsson Wall.
Fredrik avslutade sin utbildning vid musikproduktionsprogrammet vid Växjö Universitet (nuvarande Linnéuniversitetet) 2005. Han driver skivbolaget Cardiac Records i Ystad och fick Ystads kommuns kulturpris 2015. 2016 fick han Ystads Allehandas kulturpris tillsammans med låtskrivarna till "If I Were Sorry".

## Låtar i urval
- "Mirakel", framfördes av Björn Ranelid på Melodifestivalen 2012[4]
- "Who's da Man" (Zlatan-låten)[4]
- "Johnny G (The Guidetti Song)", singeletta på Sverigetopplistan 2015
- "If I Were Sorry", vann Melodifestivalen 2016
- ”I Won’t Shake (La La Gunilla)", framfördes av Gunilla Persson på Melodifestivalen 2024
- "Vad bänkar du?", framfördes av Gunilla Persson 2024